# Verónica Negroni de Binasco
La beata Verónica Negroni de Binasco, nacida Giovanna (Binasco, 1445 - Milán, 13 de enero de 1497), conocida también como Verónica de Binasco o Verónica de Milán, fue una mística italiana, monja lega del convento agustino de Santa Marta en Milán.

## Biografía

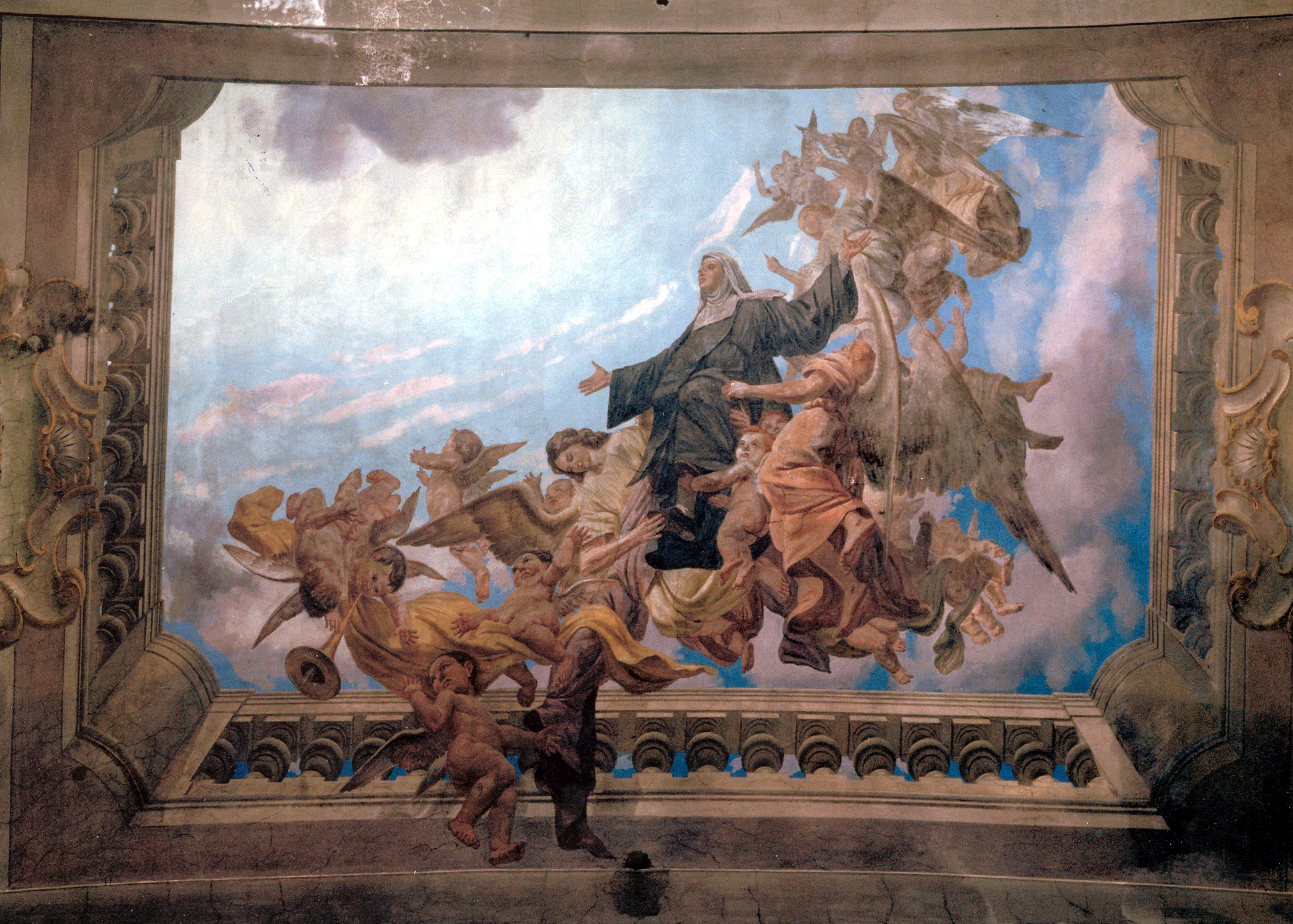
Assunzione della beata Veronica, fresco de Luigi Migliavacca en la iglesia parroquial de Binasco

Veronica Negroni nació en Binasco (Italia), no muy lejos de Milán, en una familia pobre, y fue bautizada con el nombre de Giovanna. Sus padres se llamaban Zanino y Giacomina. Dada la pobreza de la familia, Giovanna comenzó a trabajar desde temprana edad, haciendo tareas domésticas y trabajando en el campo. No asistió a la escuela e intentó sin éxito aprender a leer sola.
Según la tradición, experimentó éxtasis y visiones místicas desde que era niña. En 1463 fue a Milán para hacerse monja en el convento franciscano de Santa Úrsula, pero no la aceptaron. Se dirigió entonces al agustino de Santa Marta, cuya superiora, la hermana Michelina Pozzo, la rechazó por su ignorancia, poniéndole como condición, antes de volver a presentarse, que aprendiera a leer el salterio. De vuelta a casa, la propia Virgen se le apareció para enseñarle el catecismo: la Virgen se lo explicó a través de tres colores, el blanco, el negro y el rojo, que simbolizaban la pureza de corazón, la paciencia hacia el prójimo y la meditación diaria sobre la Pasión de Cristo. En 1466 y tan analfabeta como antes, fue admitida en el monasterio como lega cuando tenía 22 años. Tomó el nombre de Verónica y se le encomendaron tareas de mantenimiento del monasterio.
Durante más de veinte años, Verónica sufrió intensos dolores que se alternaban con el éxtasis. Llevaba cilicio y sufrió otras penalidades, comió mal y padeció frío.
Se comienzan a documentar los éxtasis de Verónica en 1485: Cristo se le aparece, sufriendo en la cruz pero rodeado de luz, y luego la religiosa es perseguida por el demonio, primero amedrentándola y luego con palizas. Sigue toda una serie de visiones en las que Verónica, entre otras cosas, es acusada y absuelta de todos sus pecados, ve al niño Jesús rodeado de ángeles en lugar de la hostia consagrada, asiste a las fiestas de los santos en el Paraíso, ve el Infierno y el Purgatorio, recibe la comunión del mismo Cristo y es acompañada por un ángel sentado en el hombro.

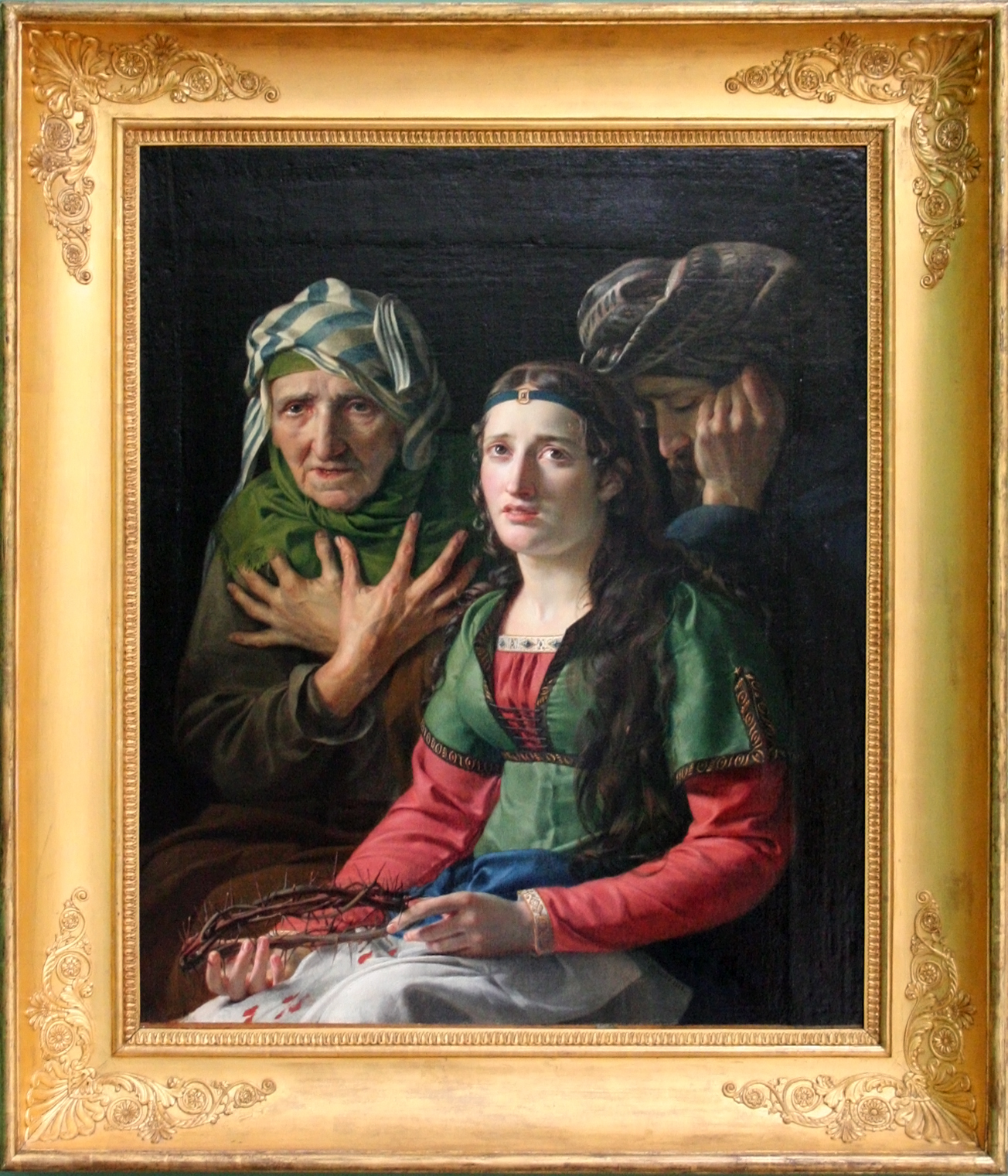
Verónica en un cuadro de François-Joseph Navez

Dios también le habría dado a Verónica la tarea de convertir a otras personas. Del 15 al 17 de octubre de 1489, por ejemplo, Verónica fue, acompañada por otras dos monjas (Taddea y Simona), a Como para contarle a un fraile franciscano llamado Giovanni los pecados cometidos por él diez años antes. El 5 de marzo de 1492 se entrevistó con al duque de Milán Ludovico el Moro, advirtiéndole de los pecados cometidos en su corte y las tribulaciones que habrían sufrido si no hubieran cesado. Verónica también pidió y obtuvo intercesión por la salud de varias personas, por ejemplo, su secretaria la hermana Taddea que había enfermado gravemente en marzo de 1494. En esta ocasión, como garantía de que Taddea viviría mucho tiempo, Nuestra Señora le dio una hoja de palma de plata grabada IHS Maria, trabajada en varios colores que simboliza las virtudes dadas por Dios a la Hermana Taddea.
El 10 de septiembre de 1495 Verónica, acompañada de la hermana Taddea y siguiendo las instrucciones de Dios, viajó a Roma a llevar un mensaje al papa Alejandro VI. La entrevista se llevó a cabo tras ocho días de espera, y al final el pontífice expresó gran estima para la religiosa, que luego regresó al monasterio. Según algunos informes, el Papa, que se había puesto pálido durante la audiencia, cuando Verónica terminó, hizo ponerse en pie a sus cortesanos, diciendo "Rendid honores a esta mujer, porque es una santa".
Después de unos meses de enfermedad, Verónica murió el 13 de enero de 1497, habiendo predicho la fecha exacta de su muerte cinco días antes. El funeral se celebró el miércoles siguiente, 18 de enero. Trece días después de su muerte, el cuerpo de Verónica todavía estaba como en el momento del fallecimiento.

## Culto

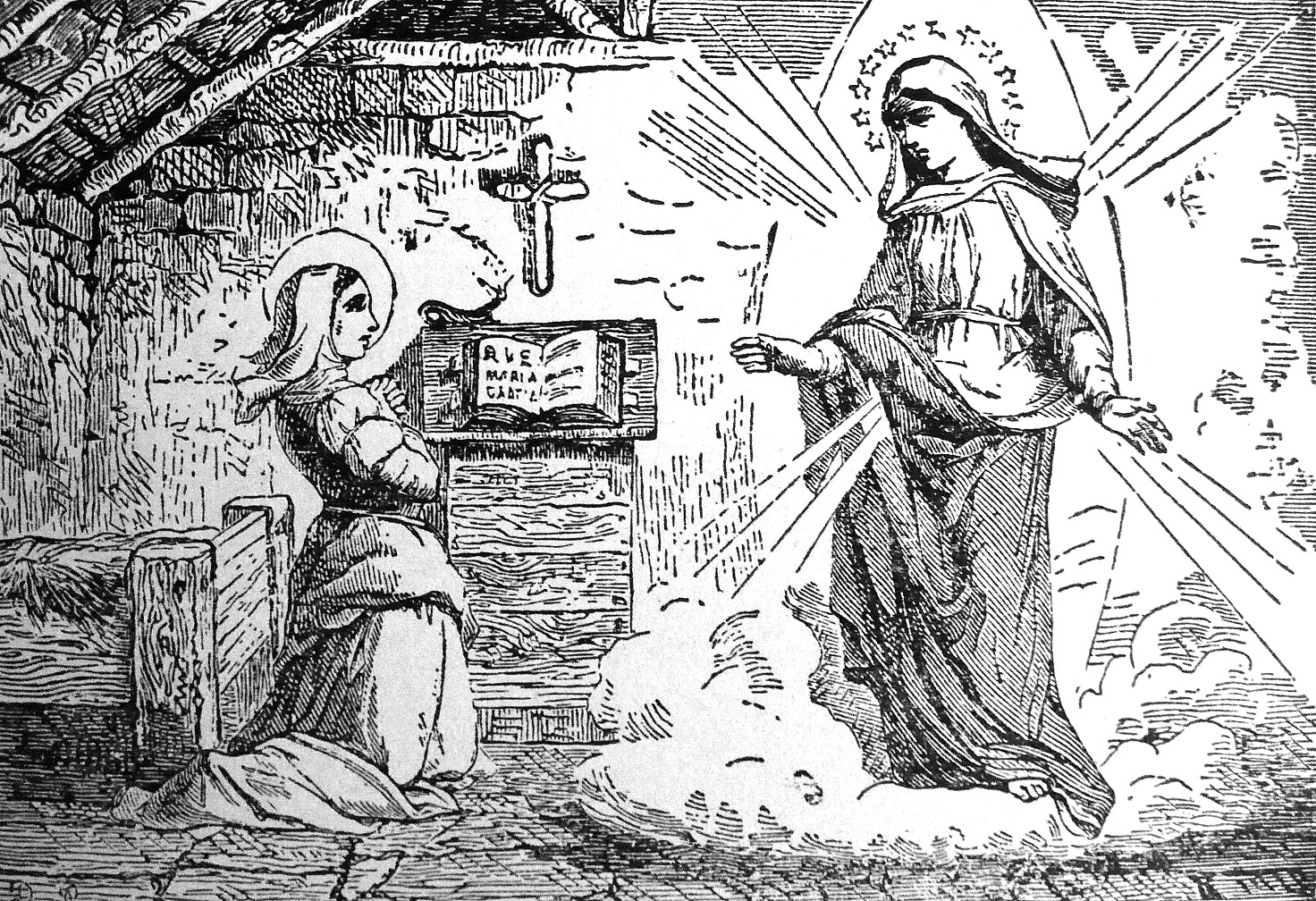
Una ilustración de Verónica durante una aparición de la Virgen tomada de Little Pictorial Lives of the Saints (Estados Unidos, 1894)

La primera hagiografía sobre la vida de Verónica fue compilada por la Hermana Benedetta de Vimercate con la ayuda de la Hermana Taddea de Bonleij, que era compañera de celda y secretaria de la beata; una segunda hagiografía, basada en la primera, fue elaborada por el teólogo dominico Isidoro Isolani. El trabajo de Isolani, publicado en 1518 y dedicado a la familia real francesa Francesco I y Claudia, contribuyó en gran medida a la popularidad de la figura de Verónica y a su beatificación.
El culto a la Beata Verónica fue aprobado el 15 de diciembre de 1517 con un breve del Papa León X. Clemente X lo extendió, el 6 de febrero de 1672, a toda la orden agustina y finalmente Benedicto XIV, en enero de 1749, aprobó la publicación en el Martirologio Romano del nombre de la Beata Verónica, incluso sin haber sido canonizada. Cabe señalar que el entonces cardenal Próspero Lambertini en su De servorum Dei beatificatione et beatorum canonizatione (1734-1738), desacreditó la reputación de santidad de Verónica, y su canonización no tuvo éxito.
Después de algunos traslados, el cuerpo de la Beata Verónica está ahora en Binasco, en la iglesia parroquial. La cara y las manos están cubiertas por una máscara de plata hecha en 1983 por el cincelador milanés Marcello Minotto.

## Otros proyectos
- Wikimedia Commons alberga una galería multimedia sobre Verónica Negroni.